# Lucia Strisciuglio
Lucia Strisciuglio (Bari, 15 marzo 1999) è una calciatrice italiana, di ruolo centrocampista.

## Carriera

### Club
Lucia Strisciuglio si appassiona al calcio fin da giovane decidendo di tesserarsi con la Pink Sport Time per giocare in una formazione interamente femminile nei campionati giovanili. Le prestazioni offerte nel Campionato Primavera, che le valgono anche la convocazione da parte della sezione pugliese della Lega Nazionale Dilettanti (LND) per rappresentare la regione al Torneo delle Regioni, convince la società a inserirla in rosa con la formazione titolare che disputa il campionato di Serie B, a disposizione del mister Isabella Cardone dalla stagione 2013-2014. Fa il suo debutto con la maglia rosablu della società barese il 6 ottobre 2013, alla 1ª di campionato, nella partita casalinga con cui il Pink Sport Time si impone sulle avversarie del Fiano Romano per 6-0. Durante la stagione ha anche l'occasione di siglare la sua prima rete con la formazione titolare, quella del definitivo 3-2 segnata all'88', dopo aver sostituito all'84' Alessia Maffei, con la quale supera di misura il Real Marsico. Al termine del campionato condivide la gioia della promozione conquistata con il primo posto del girone D e la storica promozione della società in Serie A. Con la promozione e gli accordi con il Bari Strisciuglio affronta la stagione 2014-2015 con la nuova maglia biancorossa debuttando in Serie A alla 2ª giornata di campionato, l'11 ottobre 2014, nella partita persa per 0-2 in casa con il Firenze. Anche per problemi fisici trova poco spazio in campionato, e la squadra, pur con i rinforzi arrivati durante il calciomercato invernale non riesce ad evitare la retrocessione, tuttavia data la rinuncia dell'Acese vincitrice del proprio girone in Serie B, la Pink viene ripescata e Strisciuglio ha l'occasione di giocare la sua seconda stagione nel massimo livello del campionato italiano femminile di calcio.
Al termine della stagione 2021-22 la Pink Sport Time ha ceduto il proprio titolo sportivo di Serie B alla Ternana, svincolando le calciatrici della propria rosa. Strisciuglio si è poi trasferita al Napoli, continuando a giocare in Serie B. Si è anche accordata per giocare a calcio a 5 per la Soccer Altamura.

### Nazionale
Nell'aprile 2015 Enrico Sbardella, in quel momento responsabile delle nazionali giovanili di calcio femminile per conto della FIGC, la convoca per vestire la maglia della Nazionale italiana Under-17 nella formazione che partecipa a Beja, in Portogallo, Torneo Internazionale UEFA riservato a formazioni con atlete dall'età massima di 16 anni. In quella occasione fa in suo debutto con le Azzurrine il 4 maggio, alla prima partita del torneo, disputata allo stadio del Complexo Desportivo Fernando Mamede e vinta sulle pari età del Belgio per 2-0, venendo impiegata anche per i due successivi incontri con la Norvegia, 5 maggio, perso per 2-1, e Portogallo, 7 maggio, vittoria per 4-2.

## Palmarès

### Club
- Campionato italiano di Serie B: 3

Pink Sport Time: 2013-2014, 2016-2017
Napoli: 2022-2023